# Arsenophonus
Arsenophonus ist eine Gattung der Bakterien-Familie Morganellaceae, die zur Klasse der Gammaproteobakterien gehört.
Die Mitglieder der Gattung Arsenophonus sind häufig bakterielle Symbionten von Arthropoden (Gliederfüßern). Diese infizieren schätzungsweise mehr als 5 % der Arthropodenarten weltweit, wobei sie eine Vielzahl von Beziehungen mit ihren Wirten auf der gesamten Bandbreite zwischen Mutualismus und Parasitismus eingehen.
Arsenophonus-Bakterien wurden insbesondere in einer Vielzahl von Insekten nachgewiesen, darunter wirtschaftlich wichtige Arten wie die Westliche Honigbiene (Apis mellifera) und die Spornzikade (Nilaparvata lugens, englisch Brown planthopper, ein Reisschädling).
Die meisten Assoziationen zwischen Arsenophonus-Vertreter und Wirtstaxa blieben bisher uncharakterisiert.

## Arsenophonus nasoniae
Die am besten untersuchte Art der Gattung ist die Typusart Arsenophonus nasoniae. Mit Hilfe genetischer Manipulationen ist es gelungen, das Bakterium in vivo im Wirt zu verfolgen.
A. nasoniae infiziert Schlupfwespen der Gattung Nasonia (Tribus Pteromalini, Pteromalinae). Die Bakterien werden „vertikal“ (von einer Generation an die nächste) über die Insekteneier übertragen.
Bei einer Infektion mit A. nasoniae sterben etwa 80 % der männlichen Nachkommen der Schlupfwespen (Male Killing, MK; vgl. Wolbachia §Male Killing).
Es wird angenommen, dass die Tötung der männlichen Nachkommen die Ausbreitung von A. nasoniae in der Wirtspopulation erleichtert, da dadurch mehr Ressourcen für die weiblichen Nachkommen freigesetzt werden; schließlich ist es die weibliche Linie, über die das Bakterium übertragen wird.
Siehe auch Ixodiphagus hookeri §Arsenophonus nasoniae und Rickettsien.

## Arsenophonus apicola
Bei einigen Wirten wird vermutet, dass Arsenophonus parasitisch ist.
Bei der Westlichen Honigbiene kann Arsenophonus durch soziales Verhalten „horizontal“ unter den Mitgliedern eines Bienenvolks übertragen werden. Das Vorhandensein von Arsenophonus in einem Bienenvolk wurde mit einer schlechten Bienengesundheit in Verbindung gebracht, was auf Parasitismus hindeutet; diese Art wurde 2022 offiziell als Arsenophonus apicola (mit Isolat ArsBeeUS) beschrieben.
Bei der Westlichen Honigbiene wurden noch weitere, kollektiv als Arsenophonus endosymbiont of Apis mellifera bezeichnete Isolate gefunden, darunter ArsBee_CH, BU, BU1, BU2 und Queen CH1 bis CH8.
Auch bei anderen Arten von Honigbienen (Gattung Apis) wurden Gensequenzen von Arsenophonus-Vertretern gefunden, so bei der Riesenhonigbiene (Apis dorsata, Isolat A. dorsata Queen TH2) und der Zwerghonigbiene (Apis florea, Isolat A. florea Queen TH2).

## „Ca.Arsenophonus lipoptenae“
Innerhalb der Gattung Arsenophonus sind aber auch Stämme als mutualistische Endosymbionten bekannt.
Beispielsweise sind bei der Hirschlausfliege (Lipoptena cervi) Arsenophonus-Symbionten für den Wirt unentbehrlich („Ca. Arsenophonus lipoptenae“); sie sind an der Vitaminsynthese beteiligt und werden ebenfalls vertikal über Wirtsgenerationen hinweg übertragen.
Bei der Kleiderlaus und der Kopflaus (beides Unterarten der Menschenlaus-Spezies Pediculus humanus) gefundene Endosymbionten zeigten in einer phylogenetischen Analyse zunächst eine gewisse Ähnlichkeit mit „Ca. Arsenophonus insecticola“, was eine Zuordnung zur Gattung Arsenophonus nahelegte. Diese Bakterien sind wie „Ca. A. lipoptenae“ für ihre Wirte unentbehrlich (Vitaminsynthese etc.) und werden ebenfalls vertikal übertragen. Vergleichende Analysen zeigten aber fast 100 % Übereinstimmung mit „Ca. Riesia pediculicola“, so dass sie heute dieser Spezies der Gattung Riesia zugeordnet werden.

## „Ca.Arsenophonus phytopathogenicus“
Offenbar können Stämme der Gattung Arsenophonus auch Pflanzenkrankheiten hervorrufen.
Das bei Zuckerrüben diagnostizierte „Syndrom des niedrigen Zuckergehalts“ (englisch Syndrome Basses Richesses, SBR) wurde mit einem Befall durch Bakterien der Spezies „Ca. Arsenophonus phytopathogenicus“ als auch „Ca. Phytoplasma solani“ (Stolbur) in Verbindung gebracht.
Später, 2024. wurde „Ca. A. phytopathogenicus“ auch in Verbindung mit bakterieller Welke und Vergilbung bei Kartoffeln gebracht.
Beide Bakterien sind auf das Phloem der Pflanzen beschränkt und werden durch die polyphage Schilf-Glasflügelzikade (Pentastiridius leporinus) übertragen.
Diese Zikaden kommen im Gebiet um Lampertheim, Südhessen, sehr häufig vor; in diesem Gebiet ist der Zuckerrübenanbau sehr stark von SBR betroffen.
Schließlich zeigten im September 2023 Zwiebeln (Allium cepa) der Sorte „Red Baron F1“, vier Monate nachdem sie in Lampertheim noch ohne sichtbare Symptome geerntet wurden. Fäulniserscheinungen, die auf keine bekannte Lagerkrankheit zurückgeführt werden konnten; die Zwiebeln wurden zunächst glasig und zeigten später Weichfäule.
Die Proben wurden mit durchweg negativem Ergebnis auf „Ca. Phytoplasma solani“ getestet, anders verlief ein Test auf „Ca. A. phytopathogenicus“. Dabei waren zwei der fünf positiven Proben sich in einem scheinbar gesunden Zustand, die anderen drei zeigten bereits leichte bis mittlere Erweichungserscheinungen.
Der Fund unterstreicht die von dem durch Glasflügelzikade übertragenen Bakterium „Ca. A. phytopathogenicus“ insgesamt auf Kulturpflanzen ausgehende Gefahr, auch wenn (mit Stand Ende Juli 2024) noch nicht klar ist, wie stark das Bakterium den Zwiebelanbau beeinträchtigen könnte.

## Systematik
Systematik nach der List of Prokaryotic names with Standing in Nomenclature (LPSN), Stand 16. August 2024:
Gattung Arsenophonus Gherna et al. 1991
- Spezies Arsenophonus apicola Nadal-Jimenez et al. 2022
- Spezies „Candidatus Arsenophonus arthropodicus“ Dale et al. 2006
- Spezies „Candidatus Arsenophonus insecticola“ Allen et al. 2007
- Spezies „Candidatus Arsenophonus lipoptenae“ corrig. Nováková et al. 2016, syn. „Ca. Arsenophonus lipopteni“ Nováková et al. 2016[20]
- Spezies „Candidatus Arsenophonus melophagi“ Nováková et al. 2015
- Spezies Arsenophonus nasoniae Gherna et al. 1991 (Typus)
- Spezies „Candidatus Arsenophonus nilaparvatae“ Fan et al. 2016
- Spezies „Candidatus Arsenophonus phytopathogenicus“ Bressan et al. 2012[29]
- Spezies „Candidatus Arsenophonus triatominarum“ Hypša & Dale 1997

Einige nach Wirtsspezies generisch nach ihren Wirten klassifizierte Vertreter gemäß der Taxonomie des National Center for Biotechnology Information (NCBI), Stand 16. August 2024:
- Arsenophonus endosymbiont of Apis dorsata[17]
- Arsenophonus endosymbiont of Apis florea[18]
- Arsenophonus endosymbiont of Apis mellifera[16]